# Юдіна Ілона Вікторівна
Юдіна Ілона Вікторівна (28 червня 1984 — 21 травня 2018) — українська волейболістка, майстер спорту України міжнародного класу. Бронзова призерка Літніх Паралімпійських ігор 2012 року.
Займалася у секції волейболу Дніпропетровського обласного центру «Інваспорт».